# Saint-Ferréol-les-Neiges
Pour les articles homonymes, voir Saint-Ferréol.
Saint-Ferréol-les-Neiges est une municipalité du Québec, située dans la municipalité régionale de comté de La Côte-de-Beaupré, dans la région administrative de la Capitale-Nationale.

## Toponymie
Son nom provient d'un Supérieur du Séminaire de Québec, Jean Lyon de Saint-Ferréol. Le village, en effet, est situé sur les terres de la Seigneurie de Beaupré appartenant à l'époque au Séminaire. Les premiers colons y arrivèrent vers 1730, mais l'isolement et la pauvre qualité des terres retardèrent le développement du territoire.

## Géographie
La rivière Sainte-Anne délimite l'est de la municipalité en coulant du nord-est vers le sud-ouest.
La rivière Jean-Larose, un affluent de la rivière Sainte-Anne, traverse l'ouest de la municipalité du nord vers le sud.
À partir de son crénon, dans le nord-est, la rivière des Roches coule vers le sud jusqu'à sa confluence avec la rivière Sainte-Anne.
La rivière du Mont Saint-Étienne traverse la pointe nord-est de la municipalité en coulant vers le sud jusqu'à sa confluence avec la rivière Sainte-Anne.

## Démographie
| 1996  | 2001  | 2006  | 2011  | 2016  | 2021  |
| ----- | ----- | ----- | ----- | ----- | ----- |
| 2 219 | 2 014 | 2 546 | 2 964 | 3 240 | 3 806 |

## Administration
Les élections municipales se font en bloc pour le maire et les six conseillers.
| Saint-Ferréol-les-Neiges Maires depuis 2001                                                                          |                       |         |          |
| Élection | Maire                 | Qualité | Résultat |
| 2001 | Germain Tremblay      |         | Voir     |
| 2005 | Germain Tremblay      | Voir    |          |
| 2009 | Germain Tremblay      | Voir    |          |
| 2013 | Parise Cormier        |         | Voir     |
| 2017 | Parise Cormier        | Voir    |          |
| 2021 | Mélanie Royer-Couture |         | Voir     |
| Élection partielle en italique Depuis 2005, les élections sont simultanées dans toutes les municipalités québécoises |                       |         |          |

## Économie
L'installation en 1916 d'une centrale hydroélectrique sur la rivière Sainte-Anne-du-Nord a donné un élan à l'économie locale. Cette centrale, fermée en 1984 mais restaurée et remise en service en 1999, est au centre d'un vaste centre d'interprétation doublé d'un parc naturel.
Aujourd'hui, la proximité du mont Sainte-Anne avec son centre de ski et son club de golf a fait de Saint-Ferréol-les-Neiges un centre de villégiature recherché.
Le 2 juin 2011 marque l'ouverture officielle du chantier de construction des Parcs éoliens de la Seigneurie de Beaupré implantés sur la Seigneurie de Beaupré, un domaine privé appartenant au Séminaire de Québec. Ce territoire fait 1 600 km2, ce qui en fait le plus grand territoire privé au Canada. Les projets en développement et en opération actuels n'en occupent qu'une petite portion. Le 11 décembre 2013, la première phase de 272 MW, comportant 126 éoliennes, a été mise en service. La deuxième phase de 68 MW devrait être mise en service à la fin de 2014.

## Patrimoine

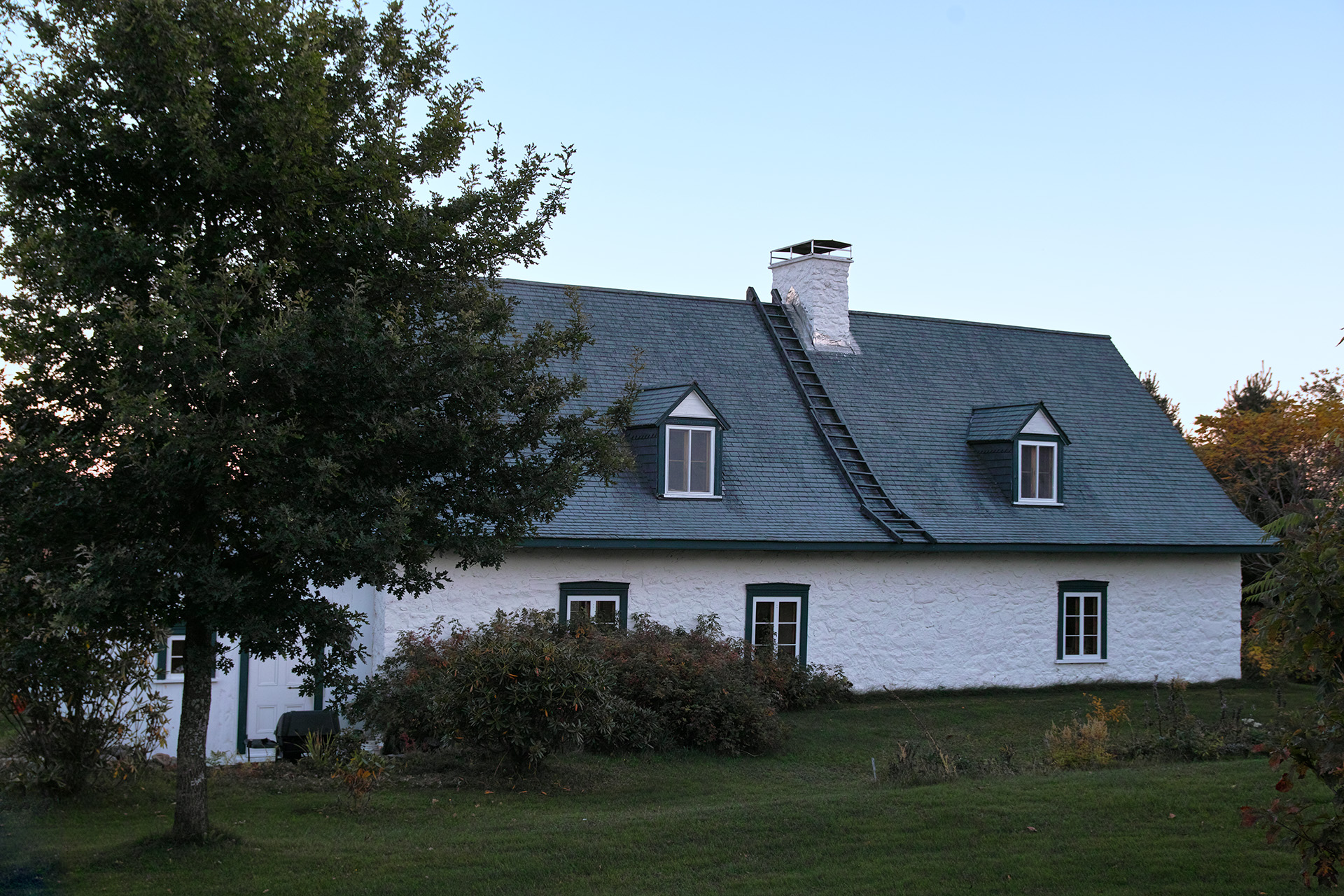
Maison Côté
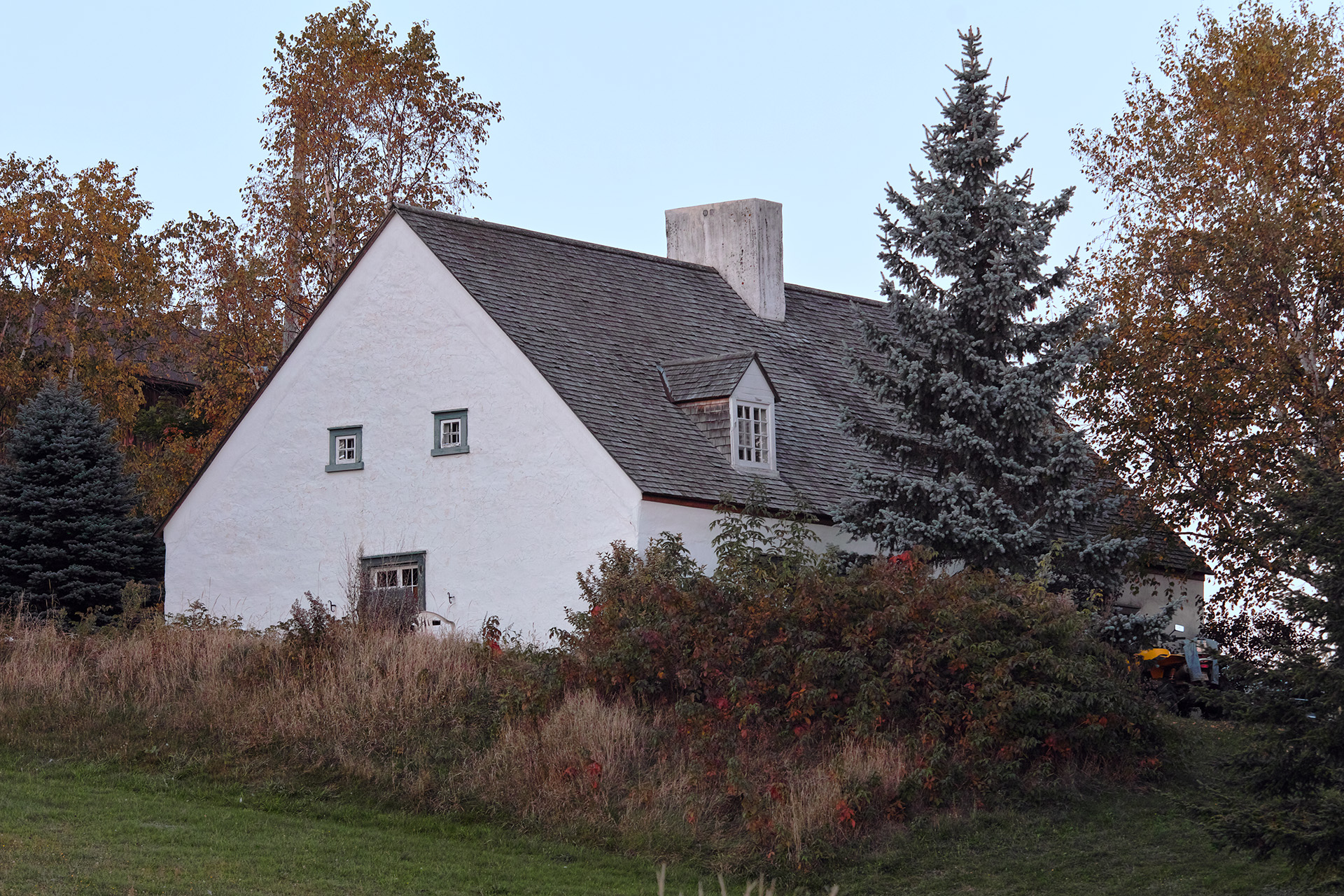
Maison Simard